# Jöns Bengtsson Oxenstierna

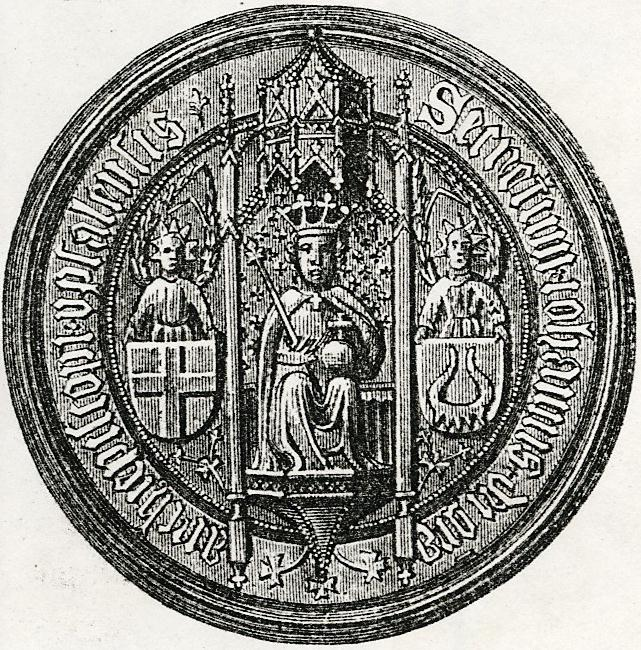
Siegel des Erzbischofs Jöns Bengtsson Oxenstierna

Jöns Bengtsson, auch Jöns Bengtsson Oxenstierna oder Johannes Benedicti de Salista (* 1417; † 15. Dezember 1467 in Borgholm auf Öland) war Erzbischof von Uppsala und 1465-1466 Reichsverweser von Schweden. Er entstammte dem schwedischen Adelsgeschlecht Oxenstierna.
Jöns Bengtsson war Sohn des schwedischen Reichsrats Bengt Jönsson Oxenstierna und von Kristina Kristiernsdotter Vasa, Tochter des Reichsrats Kristiern Nilsson Vasa. Er studierte Theologie und kanonisches Recht an der Universität Leipzig und kam in 1438 als Magister in artibus nach Schweden zurück. In 1439 wurde er Erzpriester des Doms zu Uppsala ernannt. In den Folgejahren nahm er mehrmals an politischen Tagungen teil, u. a. an der Königswahl von Christoph von Bayern vom schwedischen Reichstag in 1440. Danach ist er nach Leipzig zurückgekehrt, und in 1445 wird er als Decretorum baccalaureus und Rektor der Universität Leipzig genannt.
Jöns Bengtsson wurde 1448 Erzbischof des Erzbistums Uppsala ernannt; am 30. Juni des Jahres wurde er zum Bischof geweiht. Zur selben Zeit ließ sich Karl VIII. zum König von Schweden krönen. Bereits einen Tag nach seiner eigenen Weihe krönte Jöns Bengtsson Karls Gemahlin Katarina Gumsehuvud zur schwedischen Königin.
Trotz dieser Unterstützung des schwedischen Königs stellte der Erzbischof sich in den darauffolgenden Streitigkeiten um die Unabhängigkeit Schwedens oder die Aufrechterhaltung der Kalmarer Union auf die Seite des dänischen Königs Christian I., da König Karl begonnen hatte, die Steuern zu erhöhen und Kircheneigentum zu konfiszieren. 1457 legte er in der Kathedrale von Uppsala seine Insignien ab und verkündete, er werde sie erst wieder zur Hand nehmen, wenn König Karl vertrieben worden sei. Damit stellte sich Jöns Bengtsson zusammen mit Erik Axelsson Tott an die Spitze der Opposition und König Karl wurde nach Danzig vertrieben. 
Doch auch Christian I. erlegte Schweden und auch der schwedischen Kirche hohe Steuern auf. Als der König sich für einige Zeit in Finnland aufhielt und Jöns Bengtsson als Reichsverweser eingesetzt wurde, machte er sich die Stimmung zu Nutze und stoppte die Steuereinnahme. Daraufhin wurde er von König Christian I. festgenommen und nach Dänemark überführt. In der Folge kam es zu einer Revolution in Schweden und Karl VIII. wurde zurückgerufen. Daraufhin versöhnte Christian I. sich wieder mit dem Erzbischof, ließ ihn frei und sandte ihn nach Schweden. Dort gelang es ihm abermals, Karl VIII. abzusetzen. 
Im Anschluss an die Absetzung des schwedischen Königs setzte Christian I. Jöns Bengtsson wieder als Reichsverweser ein. Sein Handeln und Auftreten brachten jedoch das Volk gegen ihn auf, so dass ihn sein ehemaliger Weggefährte Erik Axelsson absetzte. Bei dem Freund Magnus Gren in Borgholm auf der Insel Öland fand er Zuflucht, wo er am 15. Dezember 1467 verstarb.